# شمس الدين (اسم)
أصل أسم شَمس الدين  عربي ومصدره الشمس، والدِّينُ: الدِّيانة.
ومعني شمَسَ ل يَشمُس، و شِماسًا وشُموسًا، فهو شامس والجمع: شُمْسٌ، وهنَّ شوامس وهو شَموس، والمفعول مشموس له، وشَمَسَ اليَوْمُ أي كَانَ مُشْمِساً، أَيْ أَضَاءتِ الشَّمْسُ طُولَ النَّهَارِ.
وشَمَسَتِ الدَّابَّةُ أي بمعنى جَمَحَتْ أو نَفَرَتْ، وشَمَسَ الرَّجُلُ معناه اِمْتَنَعَ، أَبَى، اِسْتَعْصَى. 
وكلمة الدين تعني الديانة، وشمس الدين هو اسم علم مذكر عربي، وهو قد يعني أصل الدين، أو بمعنى إن شمس الدين الذي يعلم الدين وهو محيط بهِ ومطلع عليهِ كاطلاع الشمس على أرجاء البسيطة، والشَّمْسُ : النَّجْمُ الرئيسُ الذي تدور حولهُ الأرض، وسائر كواكب المجموعة الشمسية.

## الشخصيات
- شمس الدين الذهبي: (673 هـ - 748 هـ / 1274م - 1348م) ُمحدث وإمام حافظ وله تصانيف في الحديث،وأسماء الرجال؛ قرأ القرآن، وأقرأه بالروايات، وقد بلغت مؤلفاته التاريخية وحدها نحو مائتي كتابًا
- شمس الدين الإنبابي: (1240 - 1313هـ/ 1824 - 1896 م) هو فقيه شافعي، من أهل مصر، تولى مشيخة جامع الأزهر.
- شمس الدين الكوفي: (623 - 675هـ /1226 - 1276 م) وهو أبو المناقب شمس الدين محمود الكوفي الشهير بالحنفي، عالم دين وشيخ وشاعر وأديب من أهل بغداد.
- شمس الدين الشهرزوري: (توفي بعد عام 687 هـ / 1288 م) وهو طبيب ومؤرخ کردي.
- شمس الدين السخاوي:(831 هـ - 902 هـ / 1427 - 1497 م )نسبة إلى سخا شمال مصر– الشافعي هو مؤرخ كبير وعالم حديث وتفسير وأدب شهير من أعلام مؤرخي عصر المماليك صنف أكثر من مائتي كتاب أشهرها الضوء اللامع في أعيان القرن التاسع.